# Вайдель, Хуго
Ху́го Ва́йдель (нем. Hugo Weidel; 13 ноября 1849, Вена — 7 июня 1899, там же) — австрийский химик.

## Биография
В 1878 году Хуго Вайдель габилитировался по химии в Венском университете. В 1886 году был приглашён ординарным профессором химии в Венскую высшую школу почвенной культуры. С 1891 года Вайдель являлся ординарным профессором Венского университета.
Вайдель занимался преимущественно исследованиями окисления и разложения алкалоидов,
никотиновой и бербериновой кислот, фенольными производными бензола и дёгтем животного происхождения. В 1880 году Хуго Вайдель удостоился Премии Либена. Имя Хуго Вайделя носит улица в венском районе Фаворитен.

## Вклад в науку
Х. Вайдель исследовал реакции с никотином и в 1873 году первым описал полученную им никотиновую кислоту.